# Bronisław Dąbrowski (duchowny)

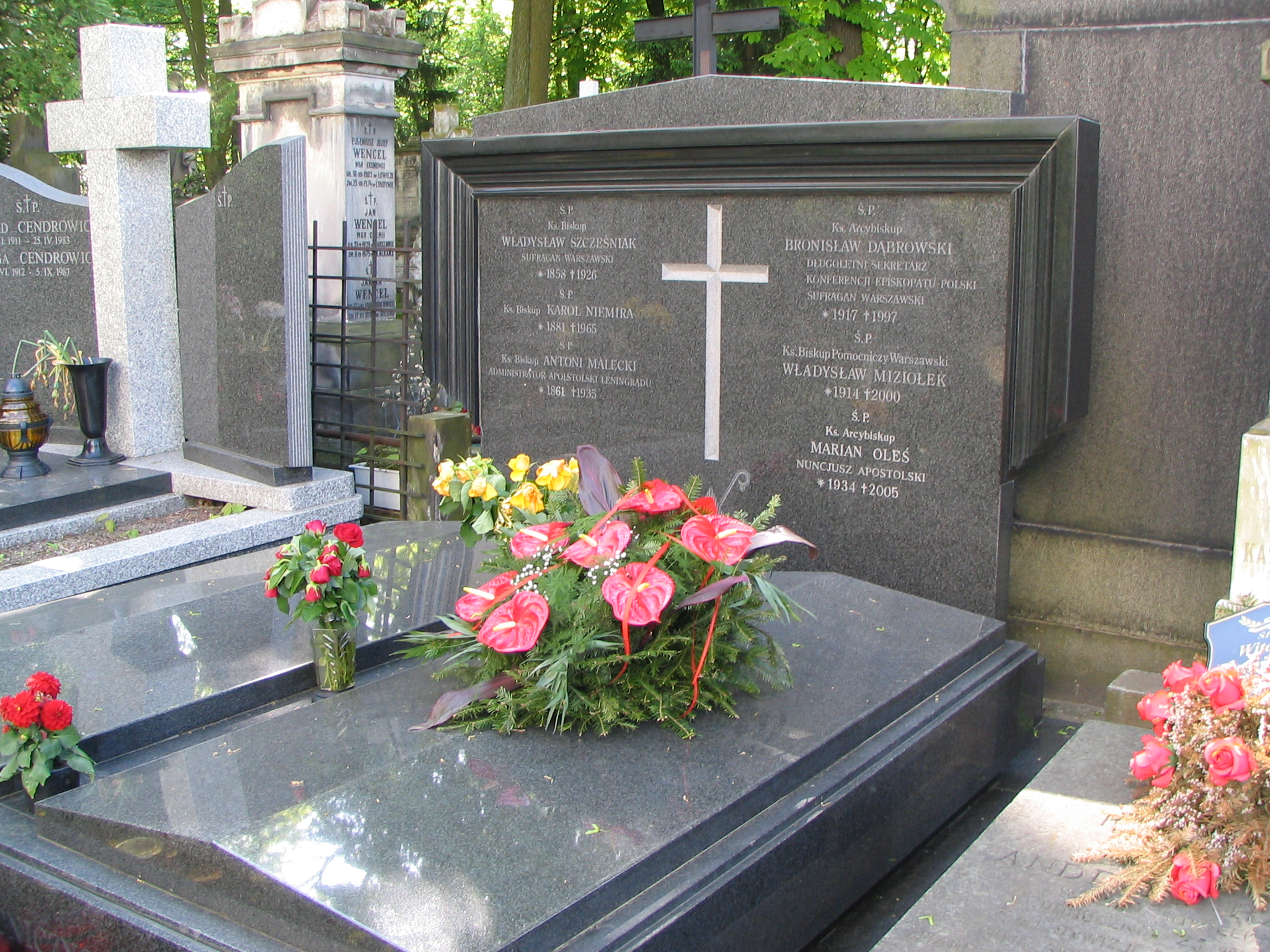
Nagrobek arcybiskupa Bronisława Dąbrowskiego na cmentarzu Powązkowskim w Warszawie (2008)

Bronisław Wacław Dąbrowski (ur. 2 listopada 1917 w Grodźcu, zm. 25 grudnia 1997 w Warszawie) – polski duchowny rzymskokatolicki, orionista, biskup pomocniczy warszawski w latach 1962–1993, sekretarz generalny Konferencji Episkopatu Polski w latach 1969–1993, od 1982 arcybiskup tytularny pro hac vice, od 1993 biskup pomocniczy senior archidiecezji warszawskiej.

## Życiorys
10 czerwca 1945 jako kleryk zgromadzenia księży orionistów otrzymał święcenia kapłańskie w Rokitnie pod Warszawą z rąk biskupa Antoniego Szlagowskiego.
24 listopada 1961 został mianowany biskupem pomocniczym archidiecezji warszawskiej. 17 stycznia 1962 nominacja została oficjalne ogłoszona. 25 marca 1962 otrzymał sakrę biskupią w katedrze warszawskiej z rąk kardynała Stefana Wyszyńskiego, biskupa Franciszka Korszyńskiego i biskupa Zygmunta Choromańskiego.
W 1964 brał udział w III sesji soboru watykańskiego II.
W latach 1969–1993 jako sekretarz Konferencji Episkopatu Polski angażował się w polskie życie polityczne. Uczestniczył w rozmowach w Magdalence, rozmowach przy Okrągłym Stole, negocjacjach między przedstawicielami władz a działaczami związkowymi. Przyjmowany przez kolejnych papieży na comiesięcznych audiencjach ponad 250 razy, w trakcie których informował o bieżącej sytuacji Kościoła w Polsce.
Był inicjatorem powołania Prymasowskiej Rady Społecznej 12 grudnia 1981. 16 grudnia 1981 skierował list do generała Wojciecha Jaruzelskiego, w którym potępił dekret Rady Państwa o stanie wojennym, w szczególności jego art. 26 (możliwość użycia broni palnej przez dowódców oddziałów), który uznał za „rażący i prowokujący rozlew krwi”. Tego samego dnia doszło do pacyfikacji KWK „Wujek”, w wyniku której śmierć poniosło 9 górników.
6 czerwca 1982 Jan Paweł II mianował go arcybiskupem tytularnym pro hac vice.
27 lutego 1993 przeszedł na emeryturę. Zmarł po krótkiej chorobie. Został pochowany 29 grudnia 1997 w grobowcu biskupów pomocniczych warszawskich na cmentarzu Powązkowskim w Warszawie.

## Odznaczenia i wyróżnienia
W 1993 został odznaczony Krzyżem Komandorskim z Gwiazdą Orderu Odrodzenia Polski.
W 1990 otrzymał tytuł doktora honoris causa Katolickiego Uniwersytetu Lubelskiego.